# Furra
Furra (o Fura; fl. XIV-XV secolo) è stata una regina (nigista) della regione di Sidama, nel sud dell'Etiopia.
Secondo la tradizione orale governò per circa sette anni nel XIV o nel XV secolo, incoraggiando le donne e opprimendo gli uomini, in particolare quelli calvi, vecchi e bassi. Il suo regno terminò quando gli uomini con l'inganno la fecero salire su un destriero selvaggio, che la fece a pezzi. I luoghi di Sidama prendono ancora il nome dalle sue parti del corpo, che sono state disperse in quest'ultima cavalcata.

## Biografia
Non ci sono documenti scritti riguardo al suo periodo infantile, quindi la sua storia si basa sulla tradizione orale, secondo la quale sarebbe nata intorno al XIV o al XV secolo a Sidama. Alcune teorie tuttavia sostengono che provenisse da Hawella Gadire, Yanassie, Kusaye o Sawolla. Essendo la prima figlia di una prima moglie, godette di un certo status e di privilegi. Alcuni racconti dicono che sposò il potente capo Dingama Koyya, il quale eresse steli di pietra e statue che esistono ancora oggi. Per via del grande potere esercitato, sia suo marito che suo figlio furono uccisi, cosicché Furra salì al trono. Altri versioni riportano che avesse una figlia di nome Laango.
Furra presiedette un'amministrazione matriarcale e fu definita la "regina delle donne" (mentu biilo) anziché "regina di Sidama" per via del suo sostegno a esse. Era considerata saggia e sconsigliava alle donne di sottomettersi agli uomini, bensì di coprire le parti intime e di prendersi cura della propria bellezza. Dopo aver osservato la codardia maschile in battaglia, relegò gli uomini a doveri umili, mentre addestrò le donne ai combattimenti affidando a loro compiti impossibili, come raccogliere l'acqua con un setaccio.
Perseguitò gli uomini, in particolare quelli calvi, vecchi o bassi. I vecchi vennero presi di mira per via del rispetto che godevano, il ché permetteva loro di contrastarla efficacemente. Il suo regno durò per circa sette anni, fino a quando chiese un destriero veloce che la portasse in tutto il regno e in battaglia. Gli uomini così catturarono un animale selvatico e legarono la regina ad esso. Secondo la leggenda, una volta caduta le sue parti del corpo si dispersero in luoghi diversi che ora prendono il loro nome: Anga (mano), Leka (gamba) e Oun (testa).

## Nella cultura di massa
La sua storia resta una leggenda popolare della cultura orale del popolo Sidama. Il Centro culturale Sidama di Auasa costruito nel 1984, ha un murale della regina Fura. In suo nome venne fondato un college nel 1996 a Irgalem, ma nel 2011 tuttavia ne venne revocata l'intitolazione. Nel 2016 Teshome Birhanu ha pubblicato un libro in amarico intitolato Nigist Fura che la celebra come una monarca visionaria.